# Johannes Pfeiffer (Künstler)
Johannes Pfeiffer (* 1954 in Ulm) ist ein deutscher Landartkünstler und Installationskünstler. Er arbeitet in Berlin, Ulm, Tübingen und Turin.

## Leben
Pfeiffer ging nach dem Studium der Betriebswirtschaftslehre an der FU Berlin 1980 nach Italien und studierte klassische Bildhauerei an der Accademia delle Belle Arti, zuerst in Rom und dann in Carrara mit Schwerpunkt Steinbildhauerei. Auf dieser Ausbildung aufbauend, arbeitete er mit anderen Materialien weiter und begann 1985 mit einem Landart-Projekt in der Provence seine Entwicklung als Landart- und Installationskünstler.

### Werk

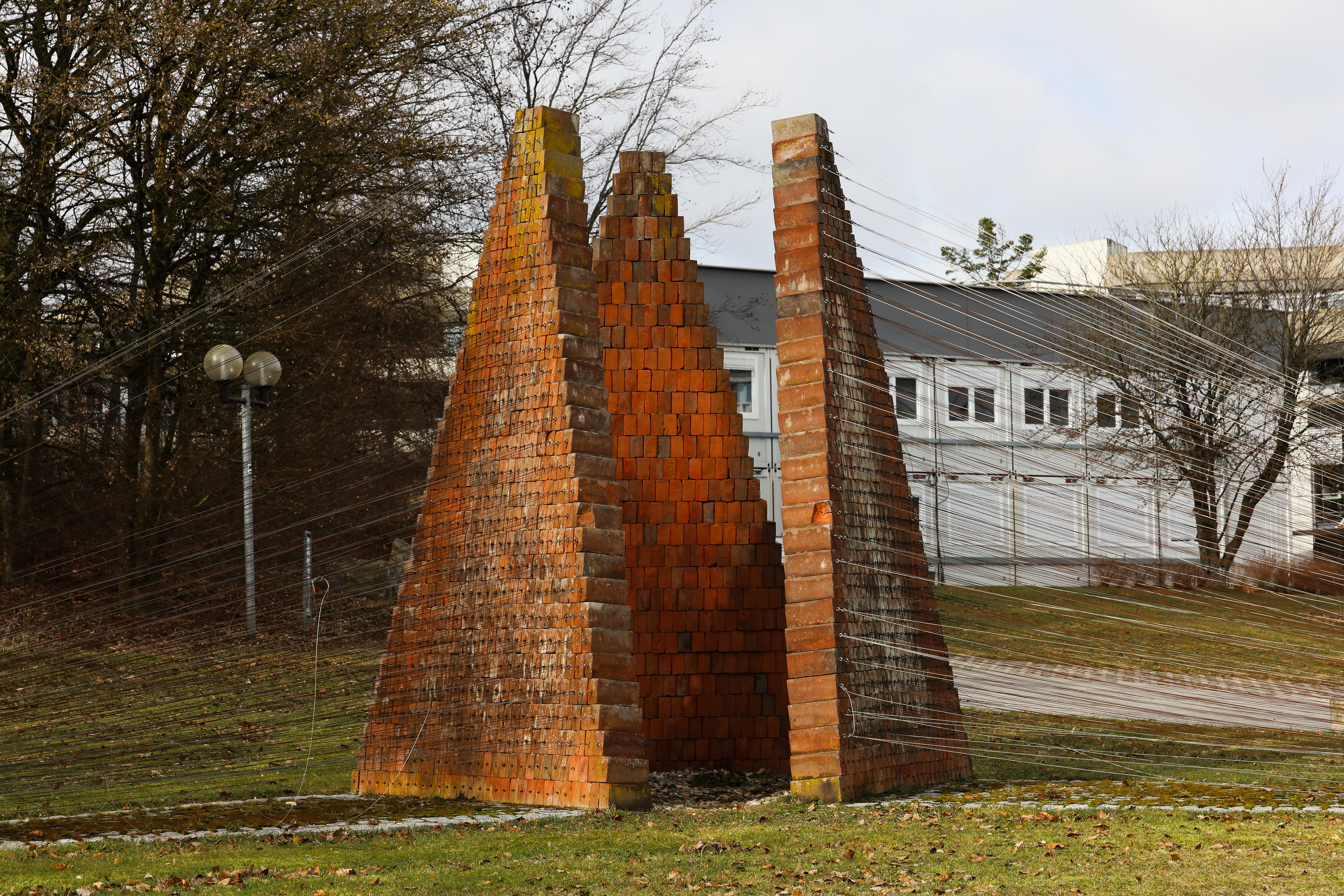
1990 am Kunstpfad der Universität Ulm aufgestellte Skulptur mit drei turmartig nach oben strebenden und unter Spannung stehenden Mauern aus Ziegelsteinen, die einzeln an Stahlseilen befestigt sind

Pfeiffer begann sein künstlerisches Werk mit der figürlichen Bearbeitung von Marmor. Das Landart-Projekt „Triangulation I“ oder „camminando si apre cammino“ in Figanières (Zeitungsartikel, Frankreich 1985, Landartprojekt) in der Provence war für Pfeiffer die Befreiung von der Steinbildhauerei und die Befreiung vom Eingeschränktsein durch die Vorgaben von Härte, Größe, Form und Schwere des Blocks. Diese Arbeit bestand aus 100 Tonnen Feldsteinen, den sogenannten pierres de restanque (Literatur: siehe unten). Es war der toskanische Ziegel le mezzane und die Nähe zum Schiefen Turm von Pisa, die bei Pfeiffer die Assoziationen von labilem Gleichgewicht, von Schwerelosigkeit und Immaterialität hervorriefen. Dieses Thema lässt Pfeiffer bis heute nicht mehr los. Er setzt sich in seinen Arbeiten mit allen Facetten dieser Thematik auseinander.
Seine Landart-Projekte stellen als Triangulationen die Vermessung von Form und Größe der Erde durch die Verlegung eines Netzes von Dreiecken in einem übertragenen symbolischen und nicht technischen Sinne dar. Dies geschieht im Sinne von authentischer Erfahrung der Welt vor Ort. Pfeiffers Installationen mit Ziegeln und Fäden sind eine Herausforderung an die Gesetze der Schwerkraft, wie die Mauern der Installation „Ost-West“(Frühjahr 1989).
Seine Werke befassen sich mit dem prekären Gleichgewicht. Die Suche nach dem Wesen der Dinge bestimmen seine Arbeiten, wie dies die ‚lyrische Lösung‘ für den Schiefen Turm von Pisa aufs Eindrücklichste zeigt. So ist jeder Ort, jeder Raum Anlass die Schwerkraft herauszufordern, das Materielle ins Immaterielle zu transponieren. Ein Beispiel dafür ist die Arbeit Das Große Schweigen im Kloster Eberbach im Rheingau aus dem Jahre 1995 wo Pfeiffer 40 Robinienbäume im Dunkeln des Hospitalkellers des Zisterzienserklosters leuchten ließ. Pfeiffer nutzt Licht und Fäden, Ziegel und Stahl, Stein und Holz als Sprache, um mit der Architektur in einen Dialog zu treten.

## Auszeichnungen
- 1989: Arbeitsstipendium der Kunststiftung Baden-Württemberg
- 1994: Atelierstipendium der Stadt Neu-Ulm
- 1996: 1. Preis Wettbewerb Congress Centrum Ulm

## Ausstellungen
- 1996 Die Mysterien finden im Hauptbahnhof statt, Estación Central in Montevideo
- 1998 La fine della letargia, Installation im Italienischen Botschaftsgebäude in Berlin
- 1999 Cuma 4000 – il mito della dimora, Parco archeologico von Cuma/Neapel
- 2000 Interface, Helmholtz-Institut München
- 2002 Innenschau, Kunstverein Mannheim
- 2004 Im Fluss der Zeit, Wasserspeicher Prenzlauer Berg, Berlin
- 2007 Naufragio, Casa degli Spiriti, Venedig
- 2007 El silenzio de las voces, Universidad Católica de Santiago de Chile
- 2008 Phoenix, Bejing International Sculpture Exhibition, Peking
- 2009 Energy Fields – Triangulation VI, Clayarch Museum Gimhae, Südkorea
- 2010 Jenga – Oltre il mito, Villa Cavour, Santena, Turin
- 2011 Untersuchungen zum Tod, Kunstverein Nördlingen,  Stadtmuseum Nördlingen